# Белведур
Белведур (словен. Belvedur) — поселення в общині Копер, Регіон Обално-крашка, Словенія. Висота над рівнем моря: 402,8 м.